# برينت بيز
برينت بيز (بالإنجليزية: Brent Pease)‏ هو لاعب كرة قدم أمريكية أمريكي، ولد في 8 أكتوبر 1964 في موسكو في الولايات المتحدة.

## وصلات خارجية
- برينت بيز على موقع مرجع كرة القدم المحترفة.كوم (الإنجليزية)